# حبیب‌الله احمدی
حبیب‌الله احمدی سیاست‌مدار ایرانی بود، که در  دوره بیست و سوم  به‌عنوان نماینده بندرعباس در مجلس شورای ملی حضور داشت.